# تطريز بالذهب

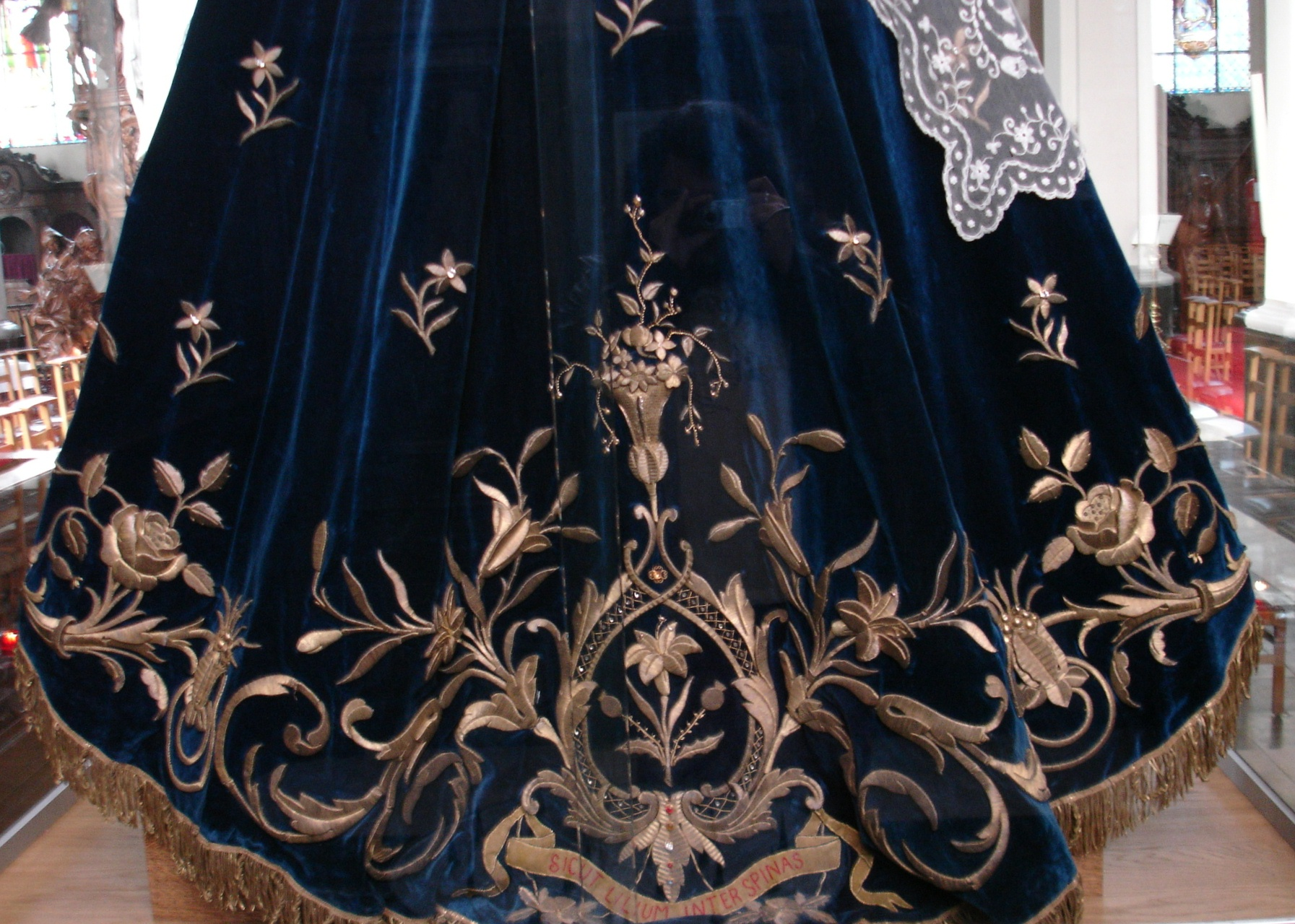
ثوب مطرّز بالذهب

التطريز بالذهب هو نوع خاص من أنواع التطريز الذي يتم بخيوط مذهبة.
بسبب ارتفاع سعر الذهب، فعادةً ما تكون الخيوط المستخدمة عبارة عن خيوط معدنية مغطاة بطبقة من الذهب، مثل الفضة المذهبة، وربما تكون أحياناً مصنوعة من النحاس.
عادة ما يكون التطريز بالذهب للأشياء الفاخرة وذات القيمة المعنوية الكبيرة. على سبيل المثال فإن كسوة الكعبة مطرزة بالذهب، وكانت عملية التطريز تتم في مصر قبل أن تنقل العملية إلى السعودية.